# Палеопропитеки
Палеопропите́ки (лат. Palaeopropithecus) — род субфоссильных лемуров, обитавших на Мадагаскаре с плейстоцена до исторического времени. Известны три вида:
- † Palaeopropithecus ingens Grandidier, 1899
- † Palaeopropithecus maximus Standing, 1903
- † Palaeopropithecus kelyus[3].

## Внешний вид и образ жизни
Палеопропитеки были крупными приматами, на что указывает латинское название уже первого открытого вида — Palaeopropithecus ingens (палеопропитек колоссальный). Представители рода весили, очевидно, от 40 до 55 килограммов (по другим источникам, до 60 килограммов). Даже P. kelyus, самый маленький из трёх видов, весил около 35 килограммов, в то время как крупнейшие из современных лемуров весят в пределах десяти килограммов.
Палеопропитеков отличал массивный череп длиной 19—21 сантиметр с нижнечелюстным симфизом, умеренно развитым сагиттальным гребнем и выдающимися вперёд костями лицевого отдела. В нижней челюсти отсутствовали клыки, общее строение было похоже на зубной аппарат сифаки. Выступающие носовые кости предполагают наличие более длинного носа, чем у современных видов. Как и у других представителей семейства палеопропитековых, у палеопропитеков передние конечности были длинней задних, что отличает их от близких родичей — современных индриевых; соотношение длины передних и задних конечностей было больше, чем у гиббоновых и орангутанга. Пальцы как передних, так и задних конечностей характеризуются очень длинными и искривлёнными фалангами, большие пальцы, напротив, укороченные; суставы гибкие и подвижные.
Из всех лемуровых палеопропитеки были наиболее специализированы для древесного образа жизни. По-видимому, они практически не спускались на землю, перебираясь с ветки на ветку, используя все четыре лапы, и подолгу вися на месте вниз головой, подобно современным ленивцам (особое мнение высказывается американским антропологом Флеглом, в 1988 году предположившим, что палеопропитеки вели наземный образ жизни, передвигаясь на четырёх ногах, а другая, более ранняя теория, базировавшаяся на ошибочной классификации останков, приписывала палеопропитекам даже водный образ жизни). Диета палеопропитеков была сугубо растительной и в основном состояла из листьев, хотя челюстной аппарат P. kelyus указывает на то, что он мог пережёвывать более жёсткую пищу, чем два остальных вида, включая зёрна.

## Ареал и эпоха обитания
География палеонтологических находок останков палеопропитеков широка (в масштабах Мадагаскара), при этом предполагаемые ареалы трёх видов не пересекаются. По-видимому, P. ingens населял юго-запад острова, а P. kelyus — северо-запад, тогда как единственное месторождение, где обнаружены остатки третьего вида, P. maximus, расположено в центральной части Мадагаскара.
Палеопропитеки ещё обитали на Мадагаскаре к моменту появления там человека (наиболее поздние останки из месторождения Анкилитео, согласно радиоуглеродным датировкам, относятся к XIV—XV веку нашей эры). На западе Мадагаскара, в заповеднике Беанка, были обнаружены субфоссильные костные остатки палеопропитеков возрастом от 1000 до 3000 лет со следами разделки, соскрёбывания мяса с костей, а также остатки глиняной посуды. Там же, в пещере Андриамамело, был найден наскальный рисунок древних малагасийцев возрастом около 2000 лет, изображающий охоту с луком и собаками на гигантского лемура, предположительно, из семейства палеопропитековых. Возможно даже, что они дожили до появления на острове европейцев. Охота (на части обнаруженных останков имеются следы, свидетельствующие о целенаправленной разделке туши) и сведение лесов, их естественной среды обитания, видимо, были среди факторов, приведших к их исчезновению. В то же время в 1658 году французский исследователь Этьен де Флакур ещё записал рассказ аборигенов о человекоподобном существе тратратратра (или третретретре) размером с двухгодовалого телёнка, описание которого, по мнению некоторых авторов, совпадает с внешним обликом палеопропитеков.